# OEC Taipei Ladies Open 2013
El OEC Taipei WTA Ladies Open 2013 es un torneo femenino de tenis profesional jugado en carpet interiores. Se trata de la segunda edición del torneo y el último evento de la WTA 125s de 2013. Se llevará a cabo en Taipéi, Taiwán entre 4-10 de noviembre de 2013.

## Cabeza de serie

### Individual femenino
| Tenista             | Ranking | Preclasificada |
| Kimiko Date-Krumm   | 52      | 1              |
| Yanina Wickmayer    | 60      | 2              |
| Zhang Shuai         | 62      | 3              |
| Ayumi Morita        | 63      | 4              |
| Kurumi Nara         | 70      | 5              |
| Caroline Garcia     | 72      | 6              |
| Misaki Doi          | 78      | 7              |
| Kristina Mladenovic | 79      | 8              |

### Dobles femenino
| Tenista                         | Ranking | Preclasificada |
| Kimiko Date-Krumm Zhang Shuai   | 98      | 1              |
| Chan Hao-ching Chan Yung-jan    | 124     | 2              |
| Petra Martić Zheng Saisai       | 130     | 3              |
| Irina Buryachok Katarzyna Piter | 148     | 4              |

## Campeonas

### Individual Femenino
Alison Van Uytvanck venció a  Yanina Wickmayer por 6-4, 6-2

### Dobles Femenino
Caroline Garcia /  Yaroslava Shvedova vencieron a  Anna-Lena Friedsam  /  Alison Van Uytvanck por 6-3, 6-3